# Jacklyn Zeman
Jacklyn Zeman (Englewood, Nueva Jersey, 6 de marzo de 1953 - Thousand Oaks, California, 9 de mayo de 2023) fue una actriz estadounidense. Fue más conocida por su papel de Bobbie Spencer en la telenovela de ABC General Hospital.

## Primeros años y educación
Zeman nació en una familia de ascendencia judía. Sus padres fueron Rita Zeman-Rohlman, supervisora de una revista, y Richard S. Zeman, ingeniero de sistemas. Creció en Bergenfield, Nueva Jersey, y completó sus estudios secundarios a los quince años, en Bergenfield High School, después de lo cual estudió danza con una beca en la Universidad de Nueva York. Fue una conejita de Playboy en el Playboy Club en 1972.

## Filmografía

### Cine
| Año  | Título                           | Director         | Papel            | Nota          |
| ---- | -------------------------------- | ---------------- | ---------------- | ------------- |
| 1974 | Deep throat II                   | Gerard Damiano   | Chica de oficina |               |
| 1977 | The Day the Music Died           | Bert Tenzer      | Samantha         | [ 6 ]         |
| 1982 | Young Doctors in Love            | Garry Marshall   | Cameo            |               |
| 1982 | National Lampoon's Class Reunion | Michael Miller   | Jane Washbur     |               |
| 2005 | The Mission                      | Brian Krause     | Kathryn          | Cortometraje  |
| 2009 | Deep in the Valley               | Christian Murray | Sonja Monia      | Sin acreditar |

### Televisión
| Año       | Título                          | Papel                         | Nota           |
| --------- | ------------------------------- | ----------------------------- | -------------- |
| 1976      | The Edge of Night               | Bobbi                         | 1 episodio     |
| 1976-1977 | One Life to Live                | Lana McLain                   | 49 episodios   |
| 1977-2023 | General Hospital                | Barbara Jean «Bobbie» Spencer | 1899 episodios |
| 1987      | Mike Hammer                     | Amy Miller                    | 1 episodio     |
| 1987      | Sledge Hammer!                  | Brianne O'Brian               | 1 episodio     |
| 1990      | Jury Duty: The Comedy           | Samantha                      | Película de TV |
| 1993      | Afterschool Specials            | Julia Morrow Wheeler          | 1 episodio     |
| 1994      | Chicago Hope                    | Enfermera                     | 1 episodio     |
| 1996      | General Hospital: Twist of Fate | Bobbie Spencer                | Película de TV |
| 2010-2023 | The Bay                         | Sofia Madison                 | 95 episodios   |
| 2017-2019 | Misguided                       | Mo                            | 7 episodios    |